# Никольский собор (Ереван)
Никольский собор — утраченный православный храм в Ереване. Был построен в 1910 году, снесён к началу 1930-х годов. Располагался в центре города на площади Шаумяна (тогда Соборной).

## История
Первый проект соборного храма в Эривани, разработанный гражданским инженером М. Буйновым, представлен в 1891 году. Этот проект был одобрен 5 июля 1894 года, но строительство храма затянулось. В 1901 году вёлся сбор пожертвований для покрытия непредусмотренных сметой расходов. Строительство собора начинал В. Мирзоев, а заканчивал И. Киткин.
В 1926 году собор был снесён советскими властями. В 1931 году на его месте был установлен памятник Степану Шаумяну.

## Архитектура
Собор был построен из местного красного и чёрного туфа. Он имел разделённые алтарные престолы, предназначавшиеся для богослужения верующих Русской православной и Армянской апостольской церкви. В плане собор представлял собой почти равноконечный крест, в концах которого размещались притворы и апсиды. Четверик храма венчался пятиглавием. Расположенный в верхней части четверика горизонтальный карниз завершался декоративными арочками. Конструкции собора фиксировались железными сваями для большей сейсмической устойчивости. В архитектуре собора сочетались традиции русского и армянского церковного зодчества.

## Галерея

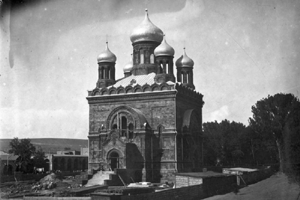
Фасад
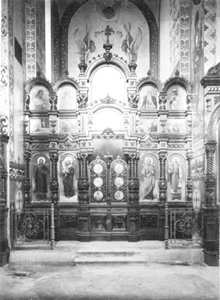
Иконостас
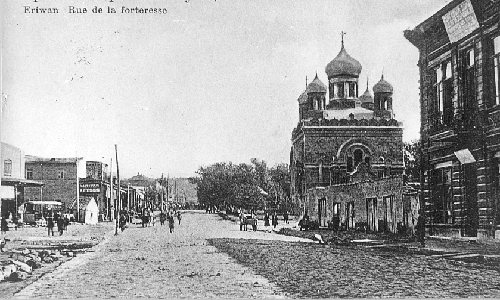
Соборная площадь
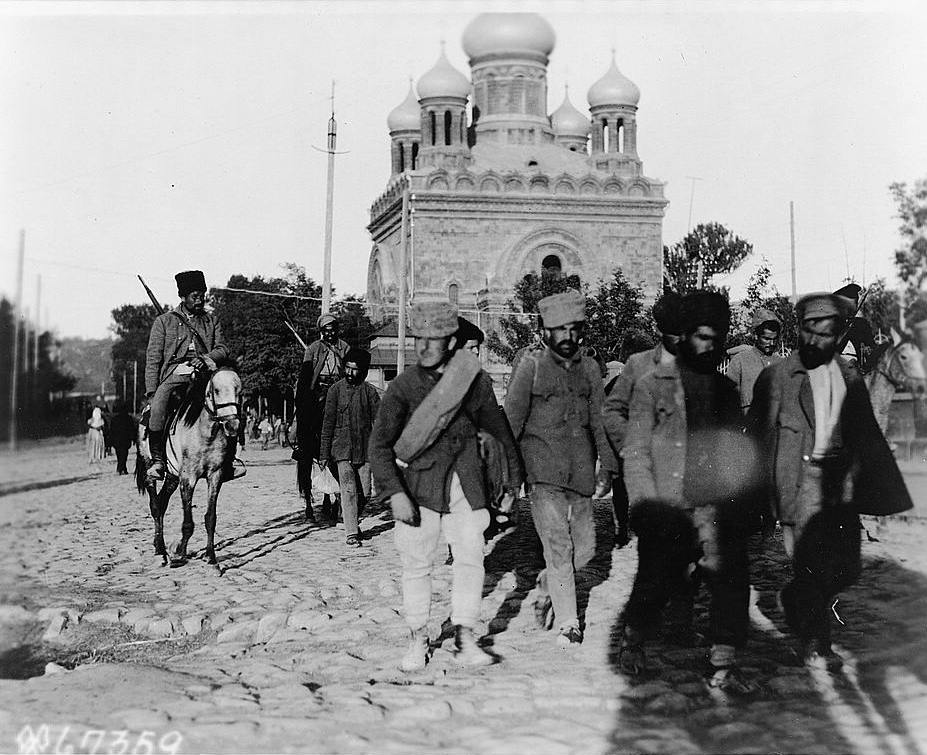
Армянские солдаты у собора. 1919